# Lista över fornlämningar i Järfälla kommun
Lista över fornlämningar i Järfälla kommun är en förteckning av ett urval av de fornlämningar som finns i Järfälla kommun.

## Järfälla
| Namn                                       | Lämningstyp                 | Tillkomsttid | Historisk indelning | Plats                    | Läge                 | ID-nr          | Bild                                      |
| ------------------------------------------ | --------------------------- | ------------ | ------------------- | ------------------------ | -------------------- | -------------- | ----------------------------------------- |
| Upplands runinskrifter 91 (Järfälla 1:1)   | Runristning                 | 1000-talet   | Järfälla, Uppland   | Jakobsbergs folkhögskola | 59.425690, 17.829438 | 10003900010001 | Ladda upp en till bild av detta fornminne |
| Upplands runinskrifter 92 (Järfälla 1:2)   | Runristning                 | 1000-talet   | Järfälla, Uppland   | Jakobsbergs folkhögskola | 59.425533, 17.828865 | 10003900010002 | Ladda upp en till bild av detta fornminne |
| Kvarnbacken (Järfälla 3:1)                 | Grav- och boplatsområde     |              | Järfälla, Uppland   |                          | 59.419296, 17.828360 | 10003900030001 | Ladda upp en bild av detta fornminne      |
| Järfälla 4:1                               | Stensättning                |              | Järfälla, Uppland   |                          | 59.421153, 17.829760 | 10003900040001 | Ladda upp en bild av detta fornminne      |
| Järfälla 4:2                               | Stensättning                |              | Järfälla, Uppland   |                          | 59.421192, 17.829519 | 10003900040002 | Ladda upp en bild av detta fornminne      |
| Järfälla 4:3                               | Stenkrets                   |              | Järfälla, Uppland   |                          | 59.421319, 17.829684 | 10003900040003 | Ladda upp en bild av detta fornminne      |
| Järfälla 5:1                               | Stensättning                |              | Järfälla, Uppland   |                          | 59.421644, 17.829445 | 10003900050001 | Ladda upp en bild av detta fornminne      |
| Järfälla 5:2                               | Stensättning                |              | Järfälla, Uppland   |                          | 59.421758, 17.829286 | 10003900050002 | Ladda upp en bild av detta fornminne      |
| Järfälla 6:1                               | Stensättning                |              | Järfälla, Uppland   |                          | 59.421689, 17.817725 | 10003900060001 | Ladda upp en bild av detta fornminne      |
| Järfälla 11:1                              | Stensättning                |              | Järfälla, Uppland   |                          | 59.418406, 17.810874 | 10003900110001 | Ladda upp en bild av detta fornminne      |
| Järfälla 11:2                              | Stensättning                |              | Järfälla, Uppland   |                          | 59.418075, 17.811075 | 10003900110002 | Ladda upp en bild av detta fornminne      |
| Järfälla 14:1                              | Stensättning                |              | Järfälla, Uppland   |                          | 59.425283, 17.797485 | 10003900140001 | Ladda upp en bild av detta fornminne      |
| Järfälla 14:2                              | Stensättning                |              | Järfälla, Uppland   |                          | 59.425544, 17.797278 | 10003900140002 | Ladda upp en bild av detta fornminne      |
| Järfälla 15:1                              | Stensättning                |              | Järfälla, Uppland   |                          | 59.427844, 17.793635 | 10003900150001 | Ladda upp en bild av detta fornminne      |
| Järfälla 17:1                              | Stensättning                |              | Järfälla, Uppland   |                          | 59.414445, 17.851863 | 10003900170001 | Ladda upp en bild av detta fornminne      |
| Järfälla 17:2                              | Stensättning                |              | Järfälla, Uppland   |                          | 59.414364, 17.851767 | 10003900170002 | Ladda upp en bild av detta fornminne      |
| Järfälla 17:3                              | Hög                         |              | Järfälla, Uppland   |                          | 59.414272, 17.851814 | 10003900170003 | Ladda upp en bild av detta fornminne      |
| Järfälla 18:1                              | Hög                         |              | Järfälla, Uppland   |                          | 59.402280, 17.833435 | 10003900180001 | Ladda upp en bild av detta fornminne      |
| Järfälla 21:1                              | Stensättning                |              | Järfälla, Uppland   |                          | 59.413619, 17.851731 | 10003900210001 | Ladda upp en bild av detta fornminne      |
| Järfälla 24:1                              | Gravfält                    |              | Järfälla, Uppland   |                          | 59.409951, 17.877592 | 10003900240001 | Ladda upp en till bild av detta fornminne |
| Järfälla 25:1                              | Stensättning                |              | Järfälla, Uppland   |                          | 59.407776, 17.850357 | 10003900250001 | Ladda upp en bild av detta fornminne      |
| Järfälla 26:1                              | Gravfält                    |              | Järfälla, Uppland   |                          | 59.409032, 17.877990 | 10003900260001 | Ladda upp en till bild av detta fornminne |
| Äggelundastenen (Järfälla 28:1)            | Runristning                 |              | Järfälla, Uppland   | Äggelunda gård, Veddesta | 59.405260, 17.860104 | 10003900280001 | Ladda upp en till bild av detta fornminne |
| Järfälla 28:2                              | Gravfält                    |              | Järfälla, Uppland   |                          | 59.406207, 17.859978 | 10003900280002 | Ladda upp en bild av detta fornminne      |
| Järfälla 31:1                              | Gravfält                    |              | Järfälla, Uppland   |                          | 59.404132, 17.834231 | 10003900310001 | Ladda upp en bild av detta fornminne      |
| Järfälla 32:1                              | Gravfält                    |              | Järfälla, Uppland   |                          | 59.404186, 17.864028 | 10003900320001 | Ladda upp en bild av detta fornminne      |
| Järfälla 33:1                              | Stensättning                |              | Järfälla, Uppland   |                          | 59.403254, 17.861710 | 10003900330001 | Ladda upp en bild av detta fornminne      |
| Järfälla 33:2                              | Hög                         |              | Järfälla, Uppland   |                          | 59.403161, 17.861676 | 10003900330002 | Ladda upp en bild av detta fornminne      |
| Järfälla 34:1                              | Stensättning                |              | Järfälla, Uppland   |                          | 59.505322, 17.816406 | 10003900340001 | Ladda upp en bild av detta fornminne      |
| Järfälla 38:1                              | Gravfält                    |              | Järfälla, Uppland   |                          | 59.401717, 17.847046 | 10003900380001 | Ladda upp en bild av detta fornminne      |
| Järfälla 41:1                              | Runristning                 |              | Järfälla, Uppland   |                          | 59.401461, 17.843424 | 10003900410001 | Ladda upp en till bild av detta fornminne |
| Järfälla 41:2                              | Runristning                 |              | Järfälla, Uppland   |                          | 59.401397, 17.843378 | 10003900410002 | Ladda upp en till bild av detta fornminne |
| Järfälla 42:1                              | Gravfält                    |              | Järfälla, Uppland   |                          | 59.400748, 17.836949 | 10003900420001 | Ladda upp en bild av detta fornminne      |
| Järfälla 43:4                              | Hällristning                |              | Järfälla, Uppland   |                          | 59.447176, 17.818606 | 10003900430004 | Ladda upp en bild av detta fornminne      |
| Järfälla 46:1                              | Gravfält                    |              | Järfälla, Uppland   |                          | 59.397505, 17.847813 | 10003900460001 | Ladda upp en bild av detta fornminne      |
| Järfälla 48:1                              | Hög                         |              | Järfälla, Uppland   |                          | 59.396354, 17.851174 | 10003900480001 | Ladda upp en bild av detta fornminne      |
| Järfälla 48:2                              | Stensättning                |              | Järfälla, Uppland   |                          | 59.395976, 17.851910 | 10003900480002 | Ladda upp en bild av detta fornminne      |
| Järfälla 48:3                              | Stensättning                |              | Järfälla, Uppland   |                          | 59.395828, 17.852096 | 10003900480003 | Ladda upp en bild av detta fornminne      |
| Järfälla 48:5                              | Stensättning                |              | Järfälla, Uppland   |                          | 59.396500, 17.851003 | 10003900480005 | Ladda upp en bild av detta fornminne      |
| Järfälla 49:1                              | Gravfält                    |              | Järfälla, Uppland   |                          | 59.395229, 17.850562 | 10003900490001 | Ladda upp en bild av detta fornminne      |
| Järfälla 51:1                              | Gravfält                    |              | Järfälla, Uppland   |                          | 59.393043, 17.849727 | 10003900510001 | Ladda upp en bild av detta fornminne      |
| Järfälla 52:1                              | Stensättning                |              | Järfälla, Uppland   |                          | 59.448868, 17.812793 | 10003900520001 | Ladda upp en bild av detta fornminne      |
| Järfälla 53:3                              | Stensättning                |              | Järfälla, Uppland   |                          | 59.392188, 17.859529 | 10003900530003 | Ladda upp en bild av detta fornminne      |
| Järfälla 53:4                              | Stensättning                |              | Järfälla, Uppland   |                          | 59.392234, 17.859694 | 10003900530004 | Ladda upp en bild av detta fornminne      |
| Järfälla 55:1                              | Gravfält                    |              | Järfälla, Uppland   |                          | 59.392130, 17.853458 | 10003900550001 | Ladda upp en bild av detta fornminne      |
| Gåseborg (Järfälla 62:1)                   | Fornborg                    |              | Järfälla, Uppland   |                          | 59.401745, 17.762300 | 10003900620001 | Ladda upp en till bild av detta fornminne |
| Järfälla 65:1                              | Hög                         |              | Järfälla, Uppland   |                          | 59.420385, 17.758526 | 10003900650001 | Ladda upp en bild av detta fornminne      |
| Järfälla 68:1                              | Gravfält                    |              | Järfälla, Uppland   |                          | 59.399852, 17.855186 | 10003900680001 | Ladda upp en bild av detta fornminne      |
| Järfälla 69:1                              | Stensättning                |              | Järfälla, Uppland   |                          | 59.399064, 17.856245 | 10003900690001 | Ladda upp en bild av detta fornminne      |
| Järfälla 69:2                              | Röse                        |              | Järfälla, Uppland   |                          | 59.398836, 17.855605 | 10003900690002 | Ladda upp en bild av detta fornminne      |
| Järfälla 71:1                              | Stensättning                |              | Järfälla, Uppland   |                          | 59.399204, 17.853852 | 10003900710001 | Ladda upp en bild av detta fornminne      |
| Järfälla 72:1                              | Gravfält                    |              | Järfälla, Uppland   |                          | 59.398268, 17.854950 | 10003900720001 | Ladda upp en bild av detta fornminne      |
| Järfälla 73:1                              | Stensättning                |              | Järfälla, Uppland   |                          | 59.397909, 17.855597 | 10003900730001 | Ladda upp en bild av detta fornminne      |
| Järfälla 73:2                              | Stensättning                |              | Järfälla, Uppland   |                          | 59.397832, 17.855564 | 10003900730002 | Ladda upp en bild av detta fornminne      |
| Järfälla 73:3                              | Stensättning                |              | Järfälla, Uppland   |                          | 59.397730, 17.855534 | 10003900730003 | Ladda upp en bild av detta fornminne      |
| Järfälla 74:1                              | Hög                         |              | Järfälla, Uppland   |                          | 59.397369, 17.856169 | 10003900740001 | Ladda upp en bild av detta fornminne      |
| Järfälla 74:2                              | Hög                         |              | Järfälla, Uppland   |                          | 59.397314, 17.856349 | 10003900740002 | Ladda upp en bild av detta fornminne      |
| Järfälla 74:3                              | Hög                         |              | Järfälla, Uppland   |                          | 59.397250, 17.856179 | 10003900740003 | Ladda upp en bild av detta fornminne      |
| Järfälla 80:2                              | Husgrund, historisk tid     |              | Järfälla, Uppland   |                          | 59.424636, 17.786235 | 10003900800002 | Ladda upp en bild av detta fornminne      |
| Järfälla 101:1                             | Stensättning                |              | Järfälla, Uppland   |                          | 59.414549, 17.853261 | 10003901010001 | Ladda upp en bild av detta fornminne      |
| Järfälla 102:1                             | Stensättning                |              | Järfälla, Uppland   |                          | 59.425076, 17.856423 | 10003901020001 | Ladda upp en till bild av detta fornminne |
| Upplands runinskrifter 90 (Järfälla 103:1) | Runristning                 |              | Järfälla, Uppland   |                          | 59.425612, 17.860473 | 10003901030001 | Ladda upp en till bild av detta fornminne |
| Järfälla 105:1                             | Gravfält                    |              | Järfälla, Uppland   |                          | 59.428036, 17.858114 | 10003901050001 | Ladda upp en till bild av detta fornminne |
| Järfälla 106:1                             | Stensättning                |              | Järfälla, Uppland   |                          | 59.431327, 17.855719 | 10003901060001 | Ladda upp en bild av detta fornminne      |
| Järfälla 109:1                             | Gravfält                    |              | Järfälla, Uppland   |                          | 59.428590, 17.839653 | 10003901090001 | Ladda upp en bild av detta fornminne      |
| Järfälla 110:1                             | Gravfält                    |              | Järfälla, Uppland   |                          | 59.429526, 17.834526 | 10003901100001 | Ladda upp en bild av detta fornminne      |
| Järfälla 112:1                             | Gravfält                    |              | Järfälla, Uppland   |                          | 59.461502, 17.839728 | 10003901120001 | Ladda upp en bild av detta fornminne      |
| Järfälla 113:1                             | Stensättning                |              | Järfälla, Uppland   |                          | 59.442498, 17.863209 | 10003901130001 | Ladda upp en bild av detta fornminne      |
| Järfälla 114:2                             | Gravfält                    |              | Järfälla, Uppland   |                          | 59.418713, 17.861546 | 10003901140002 | Ladda upp en till bild av detta fornminne |
| Järfälla 115:1                             | Gravfält                    |              | Järfälla, Uppland   |                          | 59.419635, 17.860864 | 10003901150001 | Ladda upp en till bild av detta fornminne |
| Järfälla 116:1                             | Stensättning                |              | Järfälla, Uppland   |                          | 59.417752, 17.861297 | 10003901160001 | Ladda upp en till bild av detta fornminne |
| Järfälla 117:1                             | Gravfält                    |              | Järfälla, Uppland   |                          | 59.418401, 17.865807 | 10003901170001 | Ladda upp en till bild av detta fornminne |
| Järfälla 118:4                             | Stensättning                |              | Järfälla, Uppland   |                          | 59.419132, 17.864830 | 10003901180004 | Ladda upp en till bild av detta fornminne |
| Järfälla 119:1                             | Stensättning                |              | Järfälla, Uppland   |                          | 59.420279, 17.865819 | 10003901190001 | Ladda upp en till bild av detta fornminne |
| Järfälla 121:1                             | Stensättning                |              | Järfälla, Uppland   |                          | 59.418313, 17.880458 | 10003901210001 | Ladda upp en bild av detta fornminne      |
| Järfälla 122:1                             | Stensättning                |              | Järfälla, Uppland   |                          | 59.417902, 17.880535 | 10003901220001 | Ladda upp en bild av detta fornminne      |
| Järfälla 124:1                             | Stensättning                |              | Järfälla, Uppland   |                          | 59.417015, 17.881293 | 10003901240001 | Ladda upp en bild av detta fornminne      |
| Järfälla 124:2                             | Stensättning                |              | Järfälla, Uppland   |                          | 59.416867, 17.881242 | 10003901240002 | Ladda upp en bild av detta fornminne      |
| Järfälla 125:1                             | Stensättning                |              | Järfälla, Uppland   |                          | 59.417305, 17.876664 | 10003901250001 | Ladda upp en bild av detta fornminne      |
| Järfälla 126:1                             | Stensättning                |              | Järfälla, Uppland   |                          | 59.418803, 17.876219 | 10003901260001 | Ladda upp en bild av detta fornminne      |
| Järfälla 126:2                             | Stensättning                |              | Järfälla, Uppland   |                          | 59.418616, 17.876332 | 10003901260002 | Ladda upp en bild av detta fornminne      |
| Järfälla 128:2                             | Stensättning                |              | Järfälla, Uppland   |                          | 59.420282, 17.880200 | 10003901280002 | Ladda upp en bild av detta fornminne      |
| Järfälla 128:3                             | Hög                         |              | Järfälla, Uppland   |                          | 59.420817, 17.880686 | 10003901280003 | Ladda upp en bild av detta fornminne      |
| Järfälla 128:4                             | Stensättning                |              | Järfälla, Uppland   |                          | 59.421391, 17.879338 | 10003901280004 | Ladda upp en bild av detta fornminne      |
| Järfälla 128:5                             | Stensättning                |              | Järfälla, Uppland   |                          | 59.421536, 17.879465 | 10003901280005 | Ladda upp en bild av detta fornminne      |
| Järfälla 129:1                             | Stensättning                |              | Järfälla, Uppland   |                          | 59.419452, 17.859639 | 10003901290001 | Ladda upp en till bild av detta fornminne |
| Järfälla 130:1                             | Gravfält                    |              | Järfälla, Uppland   |                          | 59.416325, 17.894393 | 10003901300001 | Ladda upp en bild av detta fornminne      |
| Järfälla 132:1                             | Hög                         |              | Järfälla, Uppland   |                          | 59.420071, 17.894403 | 10003901320001 | Ladda upp en bild av detta fornminne      |
| Järfälla 132:2                             | Hög                         |              | Järfälla, Uppland   |                          | 59.419953, 17.894401 | 10003901320002 | Ladda upp en bild av detta fornminne      |
| Järfälla 133:1                             | Stensättning                |              | Järfälla, Uppland   |                          | 59.421130, 17.893050 | 10003901330001 | Ladda upp en bild av detta fornminne      |
| Järfälla 133:2                             | Stensättning                |              | Järfälla, Uppland   |                          | 59.420950, 17.893329 | 10003901330002 | Ladda upp en bild av detta fornminne      |
| Järfälla 133:3                             | Stensättning                |              | Järfälla, Uppland   |                          | 59.420833, 17.893228 | 10003901330003 | Ladda upp en bild av detta fornminne      |
| Järfälla 133:4                             | Stensättning                |              | Järfälla, Uppland   |                          | 59.420921, 17.893785 | 10003901330004 | Ladda upp en bild av detta fornminne      |
| Järfälla 134:1                             | Gravfält                    |              | Järfälla, Uppland   |                          | 59.420109, 17.891782 | 10003901340001 | Ladda upp en bild av detta fornminne      |
| Järfälla 136:1                             | Stensättning                |              | Järfälla, Uppland   |                          | 59.418120, 17.883944 | 10003901360001 | Ladda upp en bild av detta fornminne      |
| Järfälla 139:1                             | Stensättning                |              | Järfälla, Uppland   |                          | 59.423393, 17.860621 | 10003901390001 | Ladda upp en bild av detta fornminne      |
| Järfälla 140:1                             | Gravfält                    |              | Järfälla, Uppland   |                          | 59.424892, 17.862375 | 10003901400001 | Ladda upp en bild av detta fornminne      |
| Järfälla 143:1                             | Hög                         |              | Järfälla, Uppland   |                          | 59.433993, 17.846128 | 10003901430001 | Ladda upp en bild av detta fornminne      |
| Järfälla 143:2                             | Hög                         |              | Järfälla, Uppland   |                          | 59.433899, 17.846155 | 10003901430002 | Ladda upp en bild av detta fornminne      |
| Järfälla 144:1                             | Stensättning                |              | Järfälla, Uppland   |                          | 59.435684, 17.845773 | 10003901440001 | Ladda upp en bild av detta fornminne      |
| Järfälla 144:2                             | Stensättning                |              | Järfälla, Uppland   |                          | 59.435617, 17.845946 | 10003901440002 | Ladda upp en bild av detta fornminne      |
| Järfälla 144:3                             | Stensättning                |              | Järfälla, Uppland   |                          | 59.435485, 17.846147 | 10003901440003 | Ladda upp en bild av detta fornminne      |
| Järfälla 145:1                             | Stensättning                |              | Järfälla, Uppland   |                          | 59.447706, 17.870759 | 10003901450001 | Ladda upp en bild av detta fornminne      |
| Järfälla 147:1                             | Stensättning                |              | Järfälla, Uppland   |                          | 59.430444, 17.775254 | 10003901470001 | Ladda upp en bild av detta fornminne      |
| Järfälla 148:1                             | Stensättning                |              | Järfälla, Uppland   |                          | 59.404038, 17.845970 | 10003901480001 | Ladda upp en bild av detta fornminne      |
| Järfälla 151:1                             | Gravfält                    |              | Järfälla, Uppland   |                          | 59.502065, 17.817558 | 10003901510001 | Ladda upp en bild av detta fornminne      |
| Järfälla 152:1                             | Stensättning                |              | Järfälla, Uppland   |                          | 59.501347, 17.819809 | 10003901520001 | Ladda upp en bild av detta fornminne      |
| Järfälla 153:1                             | Röse                        |              | Järfälla, Uppland   |                          | 59.500744, 17.821553 | 10003901530001 | Ladda upp en bild av detta fornminne      |
| Järfälla 154:1                             | Röse                        |              | Järfälla, Uppland   |                          | 59.499690, 17.821312 | 10003901540001 | Ladda upp en bild av detta fornminne      |
| Järfälla 155:1                             | Röse                        |              | Järfälla, Uppland   |                          | 59.500564, 17.811680 | 10003901550001 | Ladda upp en bild av detta fornminne      |
| Järfälla 169:1                             | Stensättning                |              | Järfälla, Uppland   |                          | 59.504281, 17.814053 | 10003901690001 | Ladda upp en bild av detta fornminne      |
| Stora Ängsnäs (Järfälla 170:1)             | Lägenhetsbebyggelse         |              | Järfälla, Uppland   |                          | 59.461429, 17.827953 | 10003901700001 | Ladda upp en bild av detta fornminne      |
| Järfälla 196:1                             | Stensättning                |              | Järfälla, Uppland   |                          | 59.394742, 17.852048 | 10003901960001 | Ladda upp en bild av detta fornminne      |
| Järfälla 197:1                             | Stensättning                |              | Järfälla, Uppland   |                          | 59.396896, 17.848818 | 10003901970001 | Ladda upp en bild av detta fornminne      |
| Järfälla 208:1                             | Röse                        |              | Järfälla, Uppland   |                          | 59.392650, 17.798964 | 10003902080001 | Ladda upp en bild av detta fornminne      |
| Järfälla 209:1                             | Runristning                 |              | Järfälla, Uppland   |                          | 59.399150, 17.819902 | 10003902090001 | Ladda upp en till bild av detta fornminne |
| Järfälla 211:1                             | Gravfält                    |              | Järfälla, Uppland   |                          | 59.402253, 17.821321 | 10003902110001 | Ladda upp en bild av detta fornminne      |
| Järfälla 213:1                             | Röse                        |              | Järfälla, Uppland   |                          | 59.403644, 17.821566 | 10003902130001 | Ladda upp en bild av detta fornminne      |
| Järfälla 213:2                             | Röse                        |              | Järfälla, Uppland   |                          | 59.403745, 17.822369 | 10003902130002 | Ladda upp en bild av detta fornminne      |
| Järfälla 214:1                             | Stensättning                |              | Järfälla, Uppland   |                          | 59.401856, 17.818159 | 10003902140001 | Ladda upp en bild av detta fornminne      |
| Järfälla 218:1                             | Stensättning                |              | Järfälla, Uppland   |                          | 59.411991, 17.825926 | 10003902180001 | Ladda upp en bild av detta fornminne      |
| Järfälla 220:1                             | Gravfält                    |              | Järfälla, Uppland   |                          | 59.412141, 17.807985 | 10003902200001 | Ladda upp en bild av detta fornminne      |
| Järfälla 223:1                             | Stensättning                |              | Järfälla, Uppland   |                          | 59.411445, 17.815565 | 10003902230001 | Ladda upp en bild av detta fornminne      |
| Järfälla 225:1                             | Stensättning                |              | Järfälla, Uppland   |                          | 59.443942, 17.791738 | 10003902250001 | Ladda upp en bild av detta fornminne      |
| Järfälla 229:1                             | Stensättning                |              | Järfälla, Uppland   |                          | 59.434934, 17.840061 | 10003902290001 | Ladda upp en bild av detta fornminne      |
| Limpan (Järfälla 236:1)                    | Stensättning                |              | Järfälla, Uppland   |                          | 59.490125, 17.799427 | 10003902360001 | Ladda upp en bild av detta fornminne      |
| Järfälla 244:1                             | Stensättning                |              | Järfälla, Uppland   |                          | 59.434128, 17.852010 | 10003902440001 | Ladda upp en bild av detta fornminne      |
| Järfälla 252:1                             | Gravfält                    |              | Järfälla, Uppland   |                          | 59.401865, 17.842860 | 10003902520001 | Ladda upp en bild av detta fornminne      |
| Järfälla 254:1                             | Hög                         |              | Järfälla, Uppland   |                          | 59.409351, 17.879141 | 10003902540001 | Ladda upp en till bild av detta fornminne |
| Järfälla 254:2                             | Stensättning                |              | Järfälla, Uppland   |                          | 59.409274, 17.879521 | 10003902540002 | Ladda upp en bild av detta fornminne      |
| Järfälla 258:1                             | Stensättning                |              | Järfälla, Uppland   |                          | 59.405279, 17.870337 | 10003902580001 | Ladda upp en bild av detta fornminne      |
| Järfälla 260:3                             | Stensättning                |              | Järfälla, Uppland   |                          | 59.388735, 17.853894 | 10003902600003 | Ladda upp en bild av detta fornminne      |
| Järfälla 268:1                             | Stensättning                |              | Järfälla, Uppland   |                          | 59.403657, 17.846939 | 10003902680001 | Ladda upp en bild av detta fornminne      |
| Järfälla 269:1                             | Stensättning                |              | Järfälla, Uppland   |                          | 59.402084, 17.852174 | 10003902690001 | Ladda upp en bild av detta fornminne      |
| Järfälla 301:1                             | Stensättning                |              | Järfälla, Uppland   |                          | 59.397318, 17.863531 | 10003903010001 | Ladda upp en till bild av detta fornminne |
| Järfälla 305:1                             | Stensättning                |              | Järfälla, Uppland   |                          | 59.395178, 17.831475 | 10003903050001 | Ladda upp en bild av detta fornminne      |
| Järfälla 306:1                             | Stensättning                |              | Järfälla, Uppland   |                          | 59.394767, 17.827197 | 10003903060001 | Ladda upp en bild av detta fornminne      |
| Järfälla 307:1                             | Stensättning                |              | Järfälla, Uppland   |                          | 59.393834, 17.830112 | 10003903070001 | Ladda upp en bild av detta fornminne      |
| Järfälla 308:1                             | Stensättning                |              | Järfälla, Uppland   |                          | 59.391599, 17.833101 | 10003903080001 | Ladda upp en bild av detta fornminne      |
| Järfälla 308:2                             | Stensättning                |              | Järfälla, Uppland   |                          | 59.391491, 17.833137 | 10003903080002 | Ladda upp en bild av detta fornminne      |
| Järfälla 309:1                             | Stensättning                |              | Järfälla, Uppland   |                          | 59.394539, 17.823823 | 10003903090001 | Ladda upp en bild av detta fornminne      |
| Järfälla 310:1                             | Stensättning                |              | Järfälla, Uppland   |                          | 59.400499, 17.832544 | 10003903100001 | Ladda upp en bild av detta fornminne      |
| Järfälla 310:2                             | Grav markerad av sten/block |              | Järfälla, Uppland   |                          | 59.400411, 17.832567 | 10003903100002 | Ladda upp en bild av detta fornminne      |
| Järfälla 311:1                             | Stensättning                |              | Järfälla, Uppland   |                          | 59.398587, 17.831311 | 10003903110001 | Ladda upp en bild av detta fornminne      |
| Järfälla 312:1                             | Stensättning                |              | Järfälla, Uppland   |                          | 59.397128, 17.835204 | 10003903120001 | Ladda upp en bild av detta fornminne      |
| Järfälla 313:1                             | Stensättning                |              | Järfälla, Uppland   |                          | 59.397787, 17.830517 | 10003903130001 | Ladda upp en bild av detta fornminne      |
| Järfälla 313:2                             | Stensättning                |              | Järfälla, Uppland   |                          | 59.397781, 17.831278 | 10003903130002 | Ladda upp en bild av detta fornminne      |
| Höga båtsmanstorp (Järfälla 325:2)         | Stensättning                |              | Järfälla, Uppland   |                          | 59.438079, 17.873792 | 10003903250002 | Ladda upp en bild av detta fornminne      |
| Järfälla 328:1                             | Gravfält                    |              | Järfälla, Uppland   |                          | 59.446870, 17.869184 | 10003903280001 | Ladda upp en bild av detta fornminne      |
| Järfälla 332:1                             | Stensättning                |              | Järfälla, Uppland   |                          | 59.416759, 17.877109 | 10003903320001 | Ladda upp en bild av detta fornminne      |
| Järfälla 334:1                             | Stensättning                |              | Järfälla, Uppland   |                          | 59.425476, 17.887956 | 10003903340001 | Ladda upp en bild av detta fornminne      |
| Järfälla 334:2                             | Stensättning                |              | Järfälla, Uppland   |                          | 59.425729, 17.888265 | 10003903340002 | Ladda upp en bild av detta fornminne      |
| Järfälla 336:1                             | Stensättning                |              | Järfälla, Uppland   |                          | 59.426292, 17.887494 | 10003903360001 | Ladda upp en bild av detta fornminne      |
| Järfälla 339:1                             | Fornborg                    |              | Järfälla, Uppland   |                          | 59.441822, 17.854198 | 10003903390001 | Ladda upp en till bild av detta fornminne |
| Järfälla 348:1                             | Hög                         |              | Järfälla, Uppland   |                          | 59.402933, 17.862259 | 10003903480001 | Ladda upp en bild av detta fornminne      |
| Järfälla 348:2                             | Hög                         |              | Järfälla, Uppland   |                          | 59.402859, 17.862371 | 10003903480002 | Ladda upp en bild av detta fornminne      |
| Järfälla 348:3                             | Stensättning                |              | Järfälla, Uppland   |                          | 59.402760, 17.862482 | 10003903480003 | Ladda upp en bild av detta fornminne      |
| Järfälla 348:4                             | Stensättning                |              | Järfälla, Uppland   |                          | 59.402728, 17.862268 | 10003903480004 | Ladda upp en bild av detta fornminne      |
| Järfälla 349:1                             | Gravfält                    |              | Järfälla, Uppland   |                          | 59.402087, 17.861684 | 10003903490001 | Ladda upp en bild av detta fornminne      |
| Järfälla 351:1                             | Stensättning                |              | Järfälla, Uppland   |                          | 59.401200, 17.870732 | 10003903510001 | Ladda upp en bild av detta fornminne      |
| Järfälla 381:1                             | Stensättning                |              | Järfälla, Uppland   |                          | 59.393006, 17.862707 | 10003903810001 | Ladda upp en bild av detta fornminne      |
| Järfälla 385:4                             | Stensättning                |              | Järfälla, Uppland   |                          | 59.395288, 17.835162 | 10003903850004 | Ladda upp en bild av detta fornminne      |
| Järfälla 398:1                             | Hällristning                |              | Järfälla, Uppland   |                          | 59.409460, 17.880777 | 10003903980001 | Ladda upp en till bild av detta fornminne |
| Järfälla 399:1                             | Hällristning                |              | Järfälla, Uppland   |                          | 59.419436, 17.866638 | 10003903990001 | Ladda upp en till bild av detta fornminne |
| Järfälla 399:2                             | Hällristning                |              | Järfälla, Uppland   |                          | 59.419430, 17.866507 | 10003903990002 | Ladda upp en till bild av detta fornminne |
| Järfälla 400:1                             | Hällristning                |              | Järfälla, Uppland   |                          | 59.416169, 17.894936 | 10003904000001 | Ladda upp en bild av detta fornminne      |
| Järfälla 404:1                             | Stensättning                |              | Järfälla, Uppland   |                          | 59.414127, 17.895338 | 10003904040001 | Ladda upp en bild av detta fornminne      |
| Järfälla 410:1                             | Stensättning                |              | Järfälla, Uppland   |                          | 59.406883, 17.876000 | 10003904100001 | Ladda upp en bild av detta fornminne      |
| Järfälla 434                               | Hög                         |              | Järfälla, Uppland   |                          | 59.402157, 17.842344 | 12000000023766 | Ladda upp en bild av detta fornminne      |
| Järfälla 442                               | Gravfält                    |              | Järfälla, Uppland   |                          | 59.410320, 17.871896 | 12000000080752 | Ladda upp en till bild av detta fornminne |
| Järfälla 452                               | Hällristning                |              | Järfälla, Uppland   |                          | 59.447028, 17.818738 | 12000000107154 | Ladda upp en bild av detta fornminne      |
| Järfälla 456                               | Spärranordning              |              | Järfälla, Uppland   |                          | 59.467642, 17.797959 | 12000000115611 | Ladda upp en bild av detta fornminne      |
| Järfälla 460                               | Stensättning                |              | Järfälla, Uppland   |                          | 59.446382, 17.826976 | 12000000133605 | Ladda upp en bild av detta fornminne      |
| Järfälla 462                               | Stensättning                |              | Järfälla, Uppland   |                          | 59.446452, 17.827053 | 12000000133607 | Ladda upp en bild av detta fornminne      |
| Spånga 118:1                               | Fornborg                    |              | Järfälla, Uppland   |                          | 59.397627, 17.874844 | 10304701180001 | Ladda upp en bild av detta fornminne      |

## Stockholm
| Namn         | Lämningstyp  | Tillkomsttid | Historisk indelning | Plats | Läge                 | ID-nr          | Bild                                 |
| ------------ | ------------ | ------------ | ------------------- | ----- | -------------------- | -------------- | ------------------------------------ |
| Spånga 93:1  | Stensättning |              | Stockholm, Uppland  |       | 59.409035, 17.887429 | 10304700930001 | Ladda upp en bild av detta fornminne |
| Spånga 99:1  | Stensättning |              | Stockholm, Uppland  |       | 59.403916, 17.878870 | 10304700990001 | Ladda upp en bild av detta fornminne |
| Spånga 99:2  | Stensättning |              | Stockholm, Uppland  |       | 59.403867, 17.879128 | 10304700990002 | Ladda upp en bild av detta fornminne |
| Spånga 102:1 | Gravfält     |              | Stockholm, Uppland  |       | 59.403540, 17.874672 | 10304701020001 | Ladda upp en bild av detta fornminne |